# Aclis cubana
Aclis cubana är en snäckart som först beskrevs av Bartsch 1911.  Aclis cubana ingår i släktet Aclis och familjen Aclididae. Inga underarter finns listade i Catalogue of Life.